# Голубянка карликовая

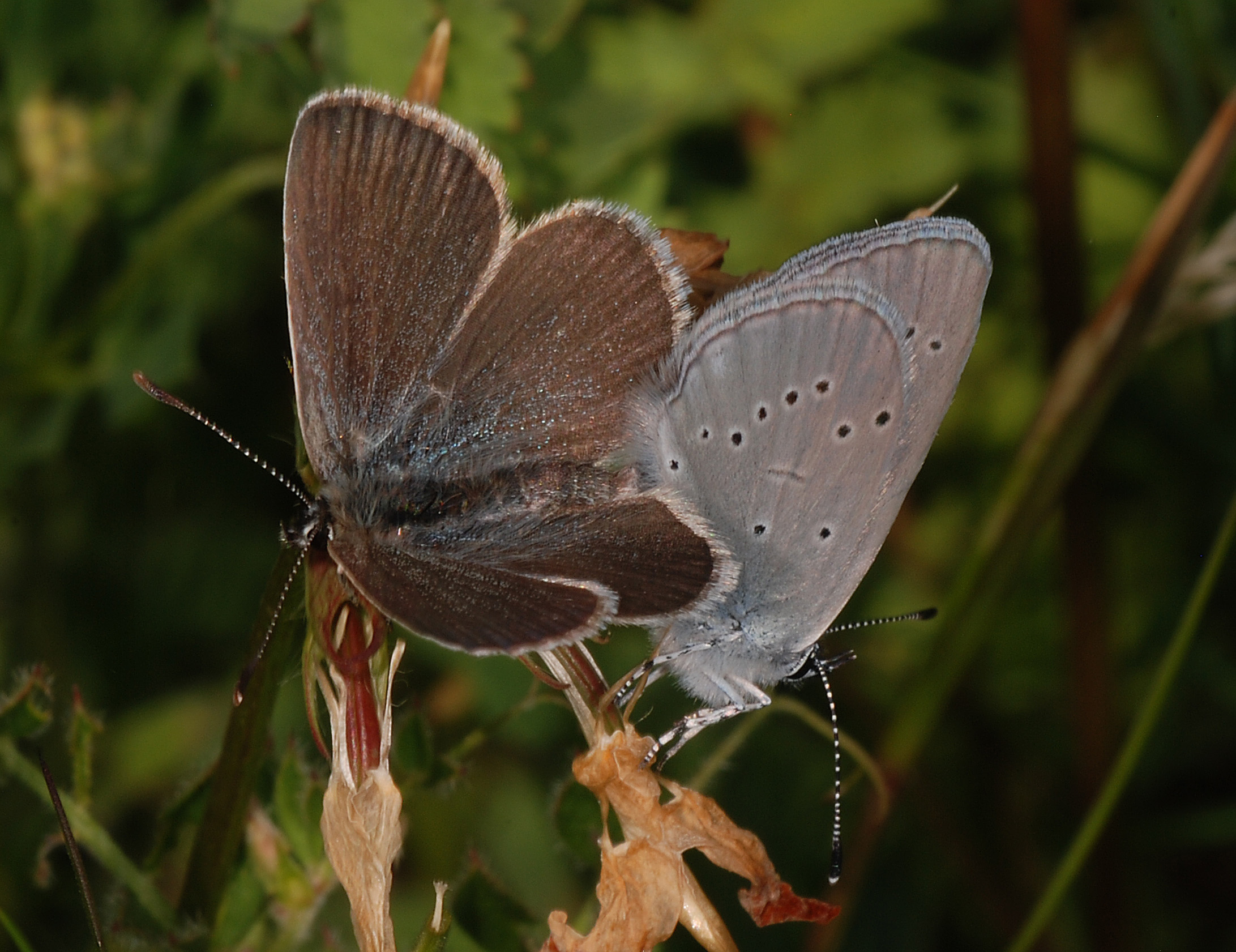
Спаривание самца (он слева) и самки

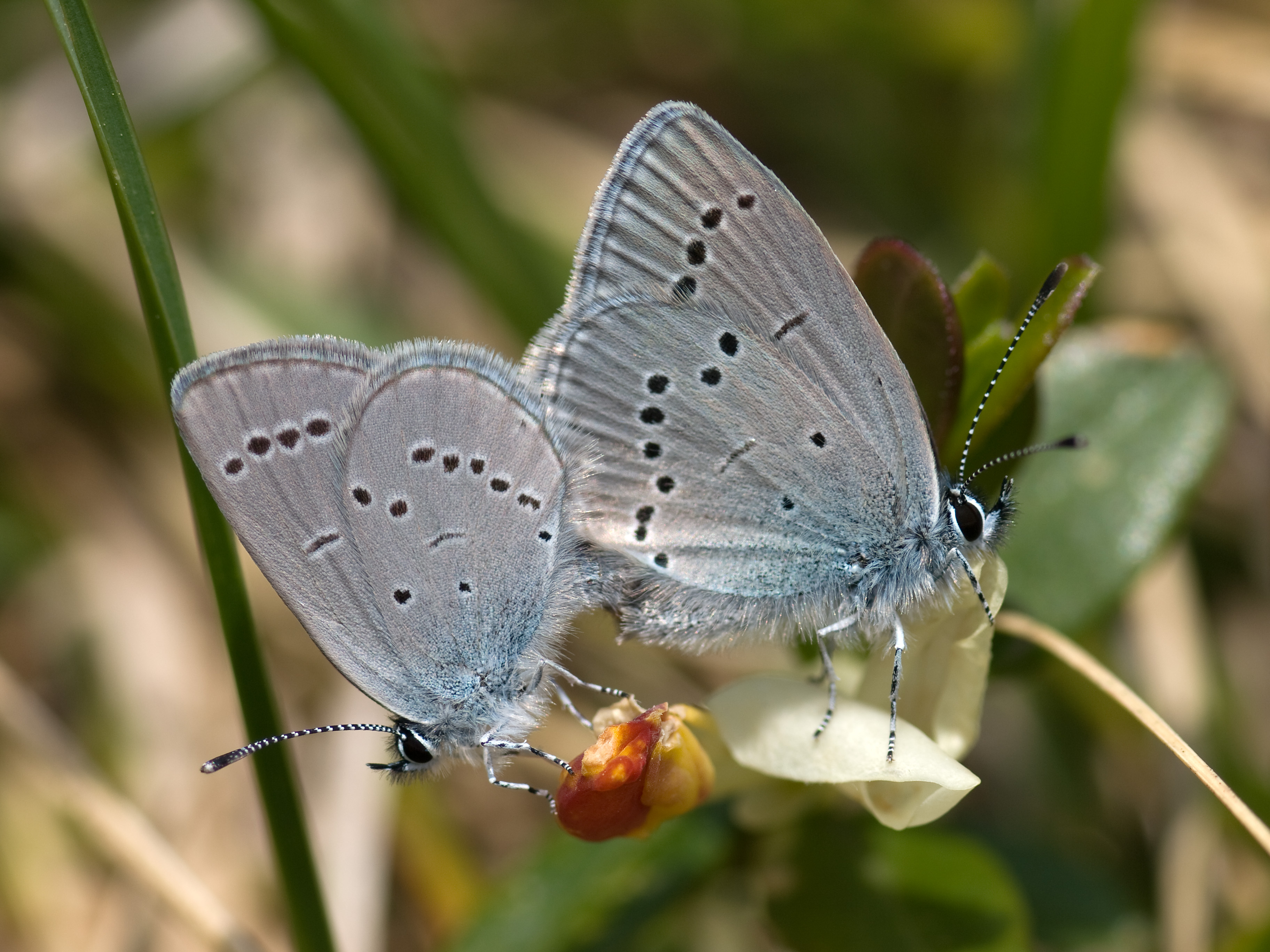
Спаривание самца и самки, сидящих на истодe (Polygala chamaebuxus)

Голубянка карликовая, или Голубянка малая, или Голубянка крошечная (лат. Cupido minimus) — мирмекофильный вид дневных бабочек из семейства Голубянки (Lycaenidae).

## Распространение
Палеарктический вид. Умеренный пояс Евразии. Северная Евразия, Кавказ, Малая Азия, Тянь-Шань, Алай, Монголия. Встречается в Словакии, Венгрии и Румынии. В Беларуси — очень редкий вид, но в характерных местах обитания может наблюдаться в достаточно большом количестве. На Украине распространён местами в Прикарпатье и в Закарпатье, нередок в лесостепной зоне, проникая кое-где в лесную и степную зоны. 
Широко распространён в европейской части России, на севере достигает Полярного Урала, окрестностей Мурманска, на юге - севера Астраханской и Ростовской областей. Встречается также в Горном Крыму. Известны новые находки вида на Кавказе: в окрестностях Кисловодска и станции Подкумок (Ставропольский край), а также в субальпийском поясе гор (Эльбрус, Тегенекли, Иткол) в Кабардино-Балкарии. Известен в следующих регионах: Европейской части (в том числе Ленинградская область, Республика Коми), Урал (до тундры северного Урала), Сибирь, Дальний Восток (Магаданская область, Камчатка, Приамурье, Хабаровский и Приморский края, Сахалин, Якутия).

## Этимология
Вид был впервые описан в 1775 году швейцарским энтомологом Иоганном Каспаром Фюссли и назван им «minimus»  (лат.) (маленький, крошечный) в связи с относительно мелким размером.

## Описание
Длина 9—15 мм. Крылья самца сверху бурого цвета (почти чёрные). Самка бурая. Жилки Sc (субкостальная) и R1 (Cs) на переднем крыле раздельные (у близкого вида Cupido osiris они слитные).

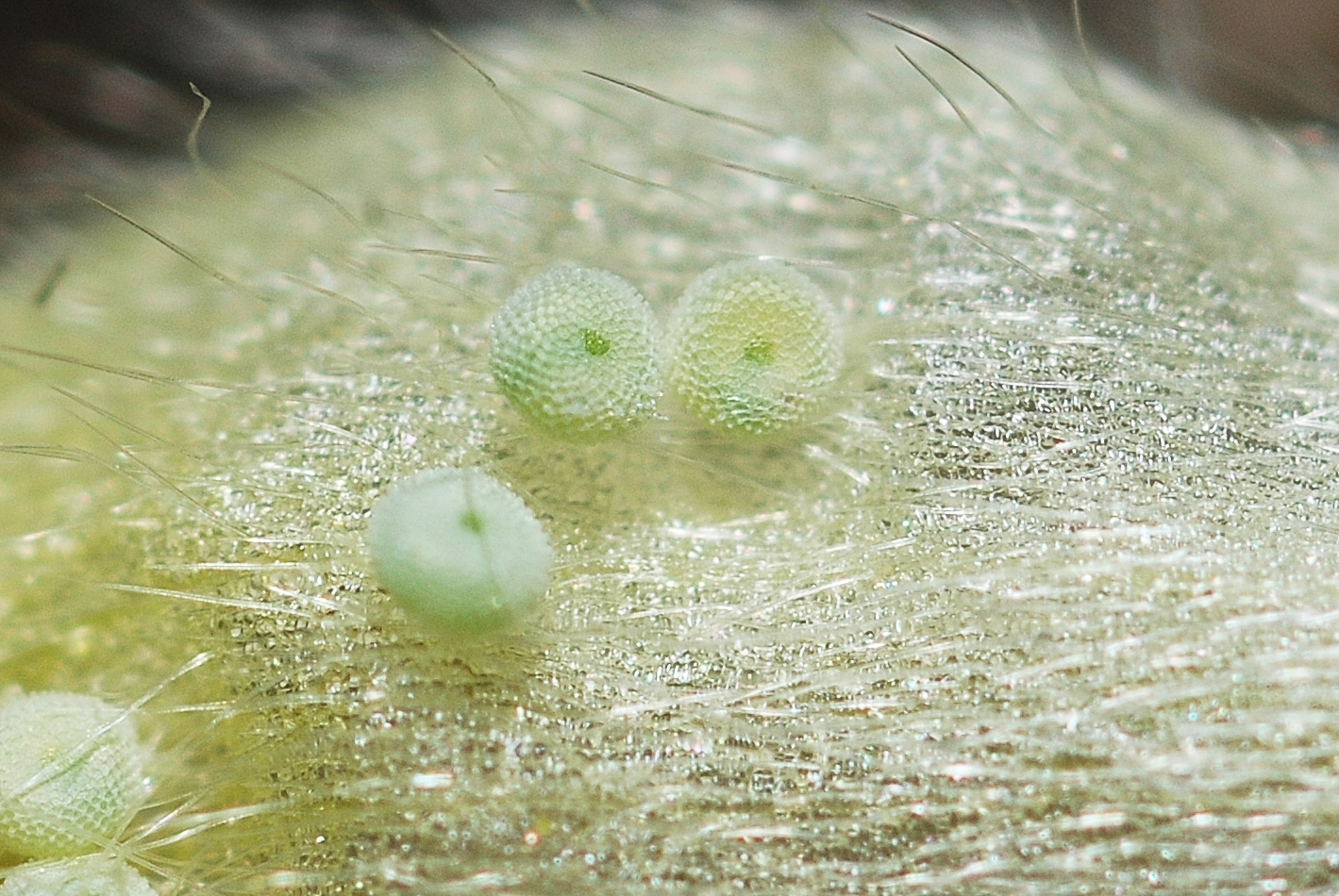
Яйца
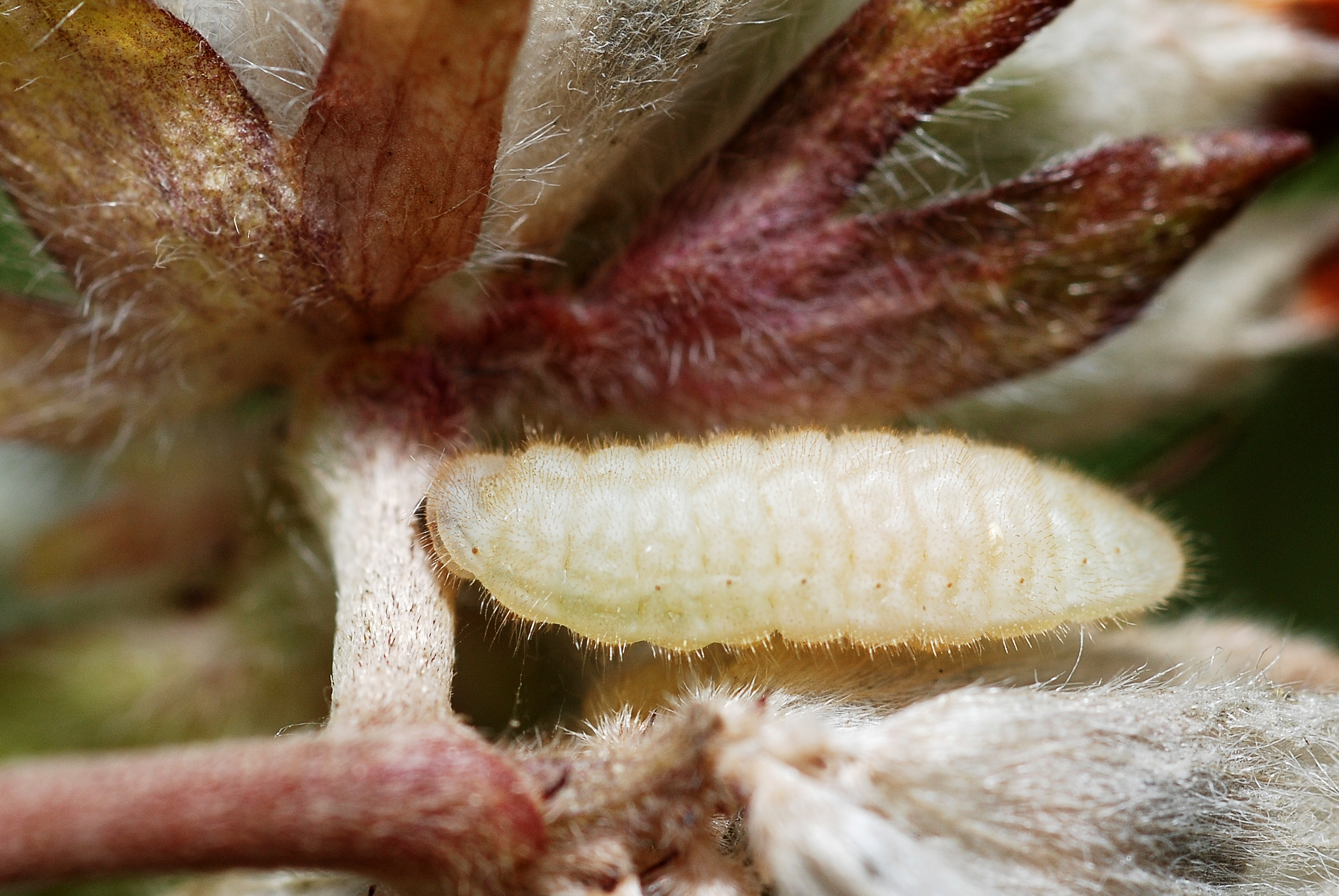
Гусеница
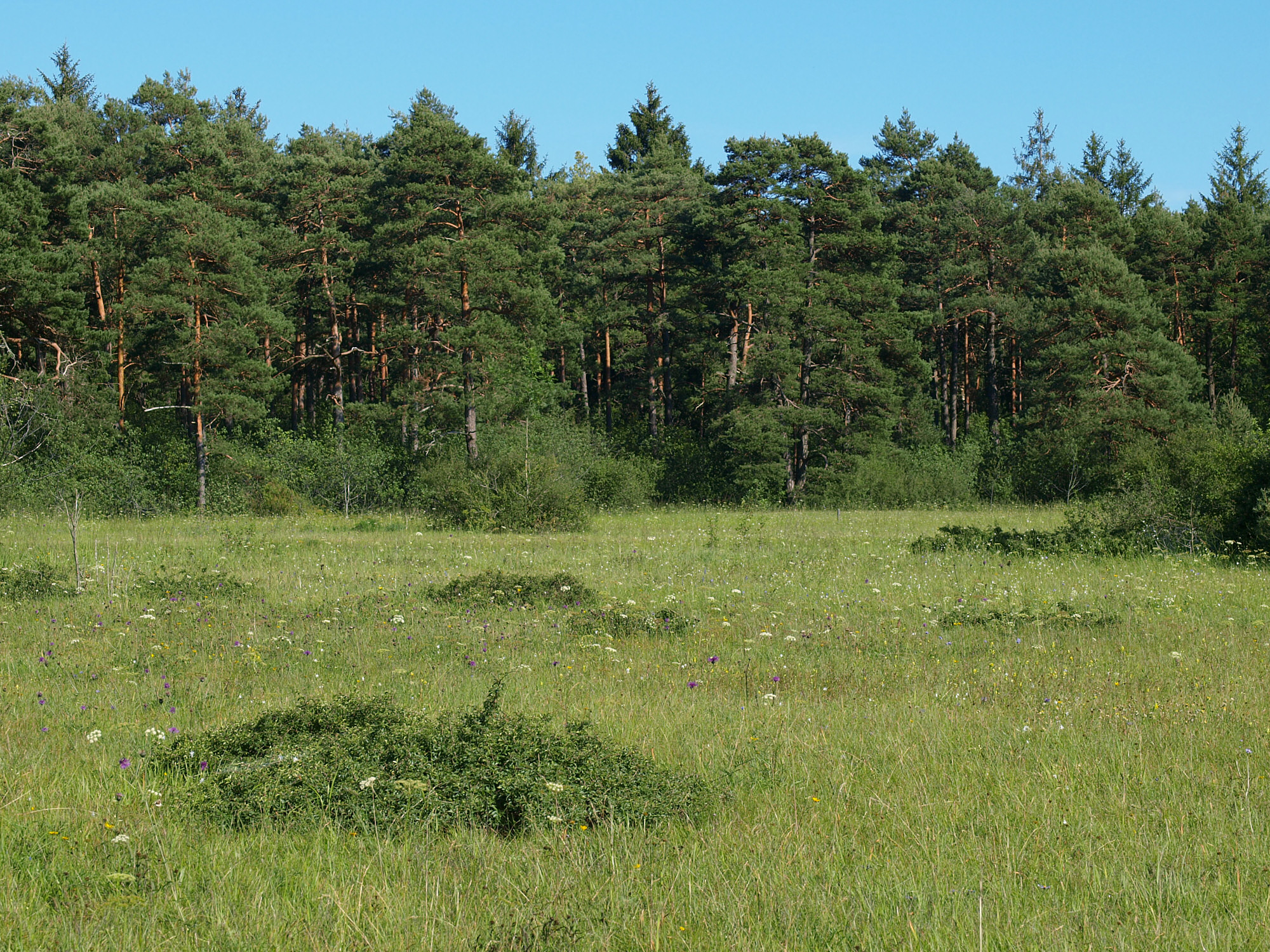
Типичный биотоп
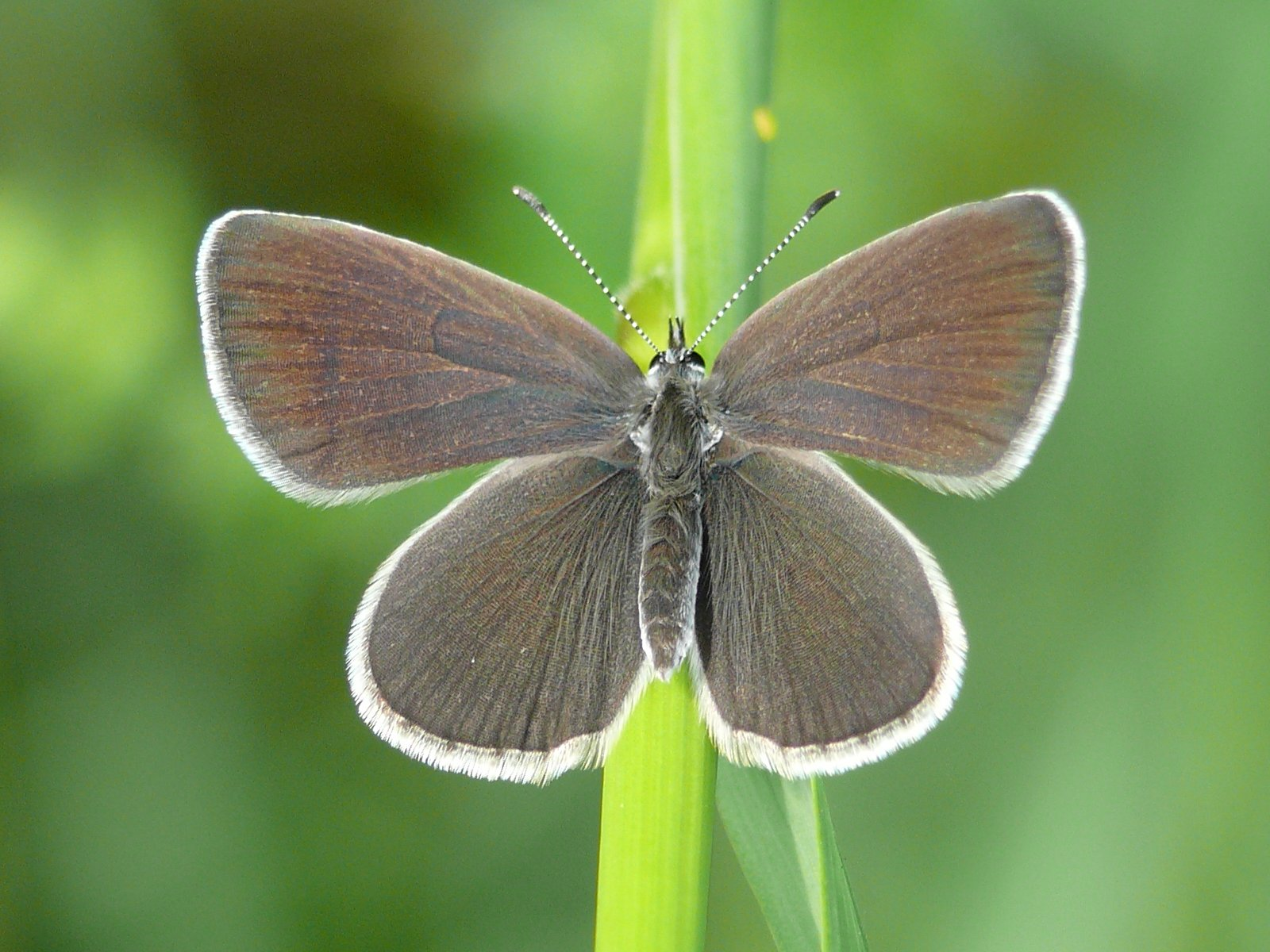
Cupido minimus

## Местообитание
Населяет сухие луга, опушки,  просеки, пустыри, старые карьеры на известковых почвах. На севере ареала заселяет луговинные и ерниковые тундры. В средней полосе обитает в сухих лугах в долинах рек. На юге населяет разнотравные степи в балках, злаково-разнотравные луга урочищ. В Крыму встречается на влажных лесных полянах и на яйле.

## Биология
На севере ареала развивается в одном поколении, в Польше, Беларуси, на Украине и в более южных районах Европейской части России за год развивается два поколения. Время лёта имаго — с середины мая до середины июня и с середины июля до середины августа. Самка откладывает одиночные яйца на цветы кормовых растений. Гусеницы развиваются с осени по май и в июне-июле, питаются цветами и семенами. Зимует гусеница последних возрастов (иногда два сезона) или куколка. Гусеницы питаются цветами и листьями таких растений как астрагал (Astragalus), люцерна (Medicago), вязель (Coronilla) и других травянистых бобовых. В год 1 или 2 поколения (май—июнь, июль—август), на севере одно поколение. Зимует куколка. Яйца зеленоватые, слегка приплюснутые. Гусеницы светло-зелёные с желтоватыми полосками.
Мирмекофильный вид, известна его симбиотическая связь с муравьями следующих видов: Lasius niger, Lasius alienus, Formica rufibarbis, Plagiolepis vindobonensis, Myrmica rubra и Formica fusca.